# نانو رس
نانورس به رس خالص شده از ناخالصی های معدنی گفته می‌شود که اندازه ذرات صفحه ای آن نیز کوچکتر از مقدار معینی (معمولاً ۲ میکرون) باشد و حداقل یکی از ابعاد آن در حد نانومتر باشد.
خصوصیات شیمیایی و فیزیکی مواد جامد به شدت به اندازه و شکل ذرات میکروسکوپی تشکیل دهنده آن‌ها بستگی دارد. این به ویژه در مورد مواد با ویژگی‌های مورفولوژیکی کوچکتر از یک میکرون صادق است که معمولاً مواد مقیاس نانو، یا به صورت ساده‌تر نانومواد نامیده می‌شوند. در این مواد نسبت مساحت به حجم بسیار زیاد می‌شود که در مقایسه با ترکیباتی با اندازه دانه بزرگتر و اثرات مکانیکی کوانتومی مانند «اثر اندازه کوانتومی» نقش مهمی را ایفا می‌کنند. این تأثیرات تنها در هنگام رفتن از ابعاد ماکرو به میکرو نقش جزئی دارند، اما هنگام رسیدن به محدوده اندازه نانومتر اهمیت بیشتری پیدا می‌کنند. مهم‌ترین خصوصیات الکترونیکی جامدات با کاهش قابل توجهی در اندازه ذرات تغییر می‌کنند، همچنین تعدادی از خصوصیات فیزیکی دیگر مانند رنگ، دمای انتقال فاز و مقادیر بند گپ هنگام مقایسه با سیستم‌های ماکروسکوپی تغییر می‌کنند. اگر کنترل دقیق اندازه و شکل ترکیب ممکن باشد، بنابراین می‌توان خصوصیات شیمیایی و فیزیکی آنها را مطابق دلخواه تغییر داد.

## ساختار و ویژگی نانورس‌ها
نانورس ها مواد کریستالی ریزدانه ای هستند. یک لایه واحد ساختاری اساسی نانورس ها است و این لایه ها مستعد هستند که مانند صفحات یک کتاب، خود را بر روی یکدیگر قرار دهند. لایه های جداگانه از ورقه ای چهار وجهی یا هشت وجهی تشکیل شده‌است و این آرایش از ورق ها نقش مهمی در تعریف و تمایز این کانی رس دارد.
در ورق چهار وجهی، چهارضلعی سیلیکون- اکسیژن با به اشتراک گذاشتن سه گوشه به چهارضلعی همسایه وصل میشود در حالی که گوشه چهارم هر چهارضلعی بخشی از ورق هشت وجهی مجاور را تشکیل می دهد. ورقه هشت وجهی معمولاً از آلومینیوم یا منیزیم با همسایگی شش با اکسیژن موجود در ورق چهاروجهی و با هیدروکسیل تشکیل شده‌است. ورق‌ها یک لایه تشکیل می دهند و ممکن است چندین لایه در یک بلورک رس به هم بپیوندند.
نیروی واندروالس، نیروی الکترواستاتیک یا پیوند هیدروژنی بین لایه‌ها محرک اصلی این لایه ها برای پیوند با یکدیگر هستند و توده های لایه های موازی را تشکیل می دهند. این انباشتگی منجر به شکاف های منظم واندروالس بین لایه های مجاور میشود. به این فاصله ها بین لایه ها بین لایه ای یا گالری گفته میشود و توسط آب، کاتیون‌های آلی یا مایعات آلی قطبی قابل دسترسی است. این تعامل باعث ضعیف شدن نیروهای پیوند این لایه‌ها با یکدیگر و باعث گسترش شبکه میشود. توانایی کانی رس در پذیرش تغییر در شیمی سطح و لایه لایه شدن به لایه‌های جداگانه از ویژگی های مهم آن‌ها است که به‌طور گسترده در توسعه کامپوزیت های جدید مورد استفاده قرار گرفته‌است. ورق‌های چهار وجهی و هشت وجهی بلوک های ساختمانی برای لایه‌های رس است و این بلوک‌های ساختمانی قادر به گرد آمدن در انواع چیدمان هستند؛ بنابراین طبقه‌بندی ساختار نانورس میتواند مربوط به آرایش این بلوک های ساختمان باشد.

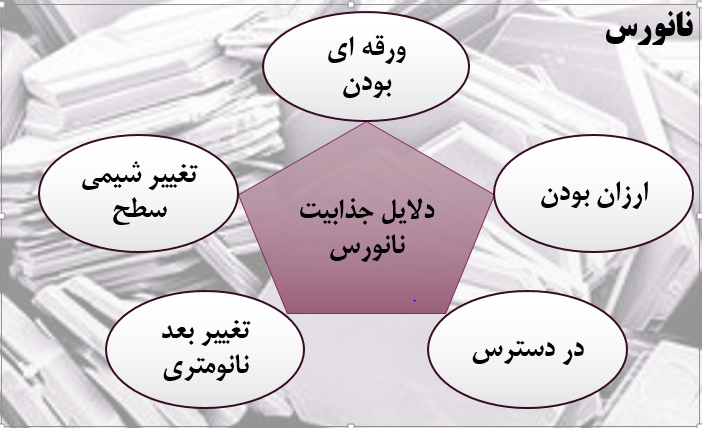
ویژگی اساسی نانورس

در فرایند ساخت نانورس، رس مورد نیاز می بایست از لحاظ توزیع ابعادی، خلوص و نیز از لحاظ شیمی سطح اصلاح شود. از دلایل جذابیت نانورس به عنوان نانو ذره یک بعدی میتوان به سطح مخصوص بالا ناشی از ساختار ورق‌های، ارزان بودن، در دسترس بودن، امکان تغییر بعد نانومتری با انجام فرایندهای سطح سازی و ظرفیت تبادل یونی بالا اشاره کرد.
نانورس‌ها نانوپرکننده فراگیر هستند و به گروه گستردهای از کانی رس تعلق دارند. آنها برای بشر و سرامیست ها چیز جدیدی نیستند از زمان‌های پیش از تاریخ از آن ها در توسعه محصولات رسی استفاده کرده اند. به عنوان مثال، چندین محصول رس با استفاده از کائولن با نام سنتی رس چینی تهیه شده بود و استفاده از آن به قرن سوم قبل از میلاد در چین میرسد. حتی اگر ساختار نانورس ها و طبیعتشان به مدت چندین دهه مورد کاوش قرار گیرد و از زمان باستان مورد استفاده قرار می گیرد، تعریف دقیق آن ها موضوع مداوم مورد بحث است. کانی‌های خاک رس سیلیکات‌های آبدار هستند و ممکن است به عنوان ذرات ریزدانه با ساختار ورق مانند که روی یکدیگر قرار گرفته‌است توصیف شوند. با توجه به این هندسه، آن‌ها معمولاً به عنوان فیلوسیلیکات‌ها، سیلیکات‌های دارای ساخت ورق شناخته می‌شوند.
فیلوسیلیکات‌ها عمدتاً از آلومیناسیلیکات دانه ریز تشکیل شده و در نتیجه هوازدگی شیمیایی مواد معدنی سیلیکات در سطح زمین تشکیل می‌شود. نانورس‌ها معمولاً توسط فیلوسیلیکات‌ها چیره شدند و ممکن است با روش‌های مختلف از بخش رس یا ماده رس بالک جدا شوند. روش‌های مورد استفاده برای استخراج و پردازش نانورس‌ها شامل همزن پرانرژی و به دنبال آن سانتریفیوژ و یخ خشک شده‌است؛ سانتریفیوژ و تصفیه عبور جریان؛ و ماوراء گریز از مرکز.

## کاربرد نانورس‌ها
نانورس‌ها به راحتی در دسترس، مواد شیمیایی سازگار با محیط زیست، کم هزینه هستند. حوزه‌های اصلی تحقیق شامل:
- سنتز و توصیف
- خصوصیات سطح و پایداری
- ساخت نانوکامپوزیت‌های نانورس
- استفاده از نانورس‌ها به عنوان ماده اولیه برای تولید مواد جدید

نانورس‌ها کاربردهای زیادی را در زمینه‌های مختلف از جمله پزشکی، داروسازی، لوازم آرایشی، کاتالیزور، بسته‌بندی مواد غذایی و صنعت نساجی یافته‌اند. علاوه بر این کاربردهای ذکر شده، نانورس‌ها در حفاظت از محیط زیست نیز مفید هستند. پتانسیل آن‌ها به عنوان جاذب برای ترکیبات آلی فرار، و آلاینده‌های آلی/ معدنی در فاضلاب به خوبی ثبت شده‌است.
این تنوع در کاربردها را میتوان به
- قابلیت سازگاری نانورس ها برای تغییر/ اصلاح
- پراکندگی/ لایه لایه شدن لایه های رس به لایه‌های جداگانه اختصاص داد.

سازگاری نانورس‌ها برای اصلاح در این واقعیت نهفته‌است که کاتیون‌های لایه‌های داخلی را میتوان با کاتیون‌های مطلوب یا سایر مولکول‌ها جایگزین کرد. رویه های ساده ای برای اصلاح شیمی سطح نانورس ها لازم است. این اصلاح سطح، زمینه فوق‌العاده ای را برای تغییر خواص رس مانند قطبش، مساحت سطح، فاصله بین لایه ای، اسیدیته و اندازه منافذ و چیزهای دیگر فراهم می آورد که عملکرد آنها را در کاربردهای مختلف کنترل می کند. تمایل نانورس‌ها به لایه لایه شدن به نانو ورقه‌های جداگانه که منجر به نسبت ابعاد بالا می شود، دیگر ویژگی بکارگرفته شده آن‌ها در پشت کاربردهای متنوع است.
جدول (۱–۱) کاربردهای نانورس
| صنایع                              | کاربرد                                                        |
| صنایع خودرو                        | مخازن سوخت، بانک بنزین، سپرها، پانلهای داخل و خارج            |
| ساختمان                            | انواع پروفیلها و قطعات اکستروژن و پانلها                      |
| صنایع الکترونیک                    | انواع مدار چاپی و قطعات الکترونیکی                            |
| صنایع بسته‌بندی                     | مخازن نگه داری مواد، بطریها و فیلمها                          |
| داروسازی                           | تولید نانوداروها، حاملین دارو، رهاسازی کنترل شده داروهای جدید |
| صنایع تولید محصولات آرایشی بهداشتی | تولید محصولات ضداشعه ماورای بنفش                              |
| محیط زیست                          | تصفیه پسابهای صنعتی                                           |

## سنتز نانورس
روش‌های مختلفی برای سنتز نانورس وجود دارد که برخی از این روش‌ها به دلیل معایبی که دارند کمتر مورد توجه قرار می‌گیرند:

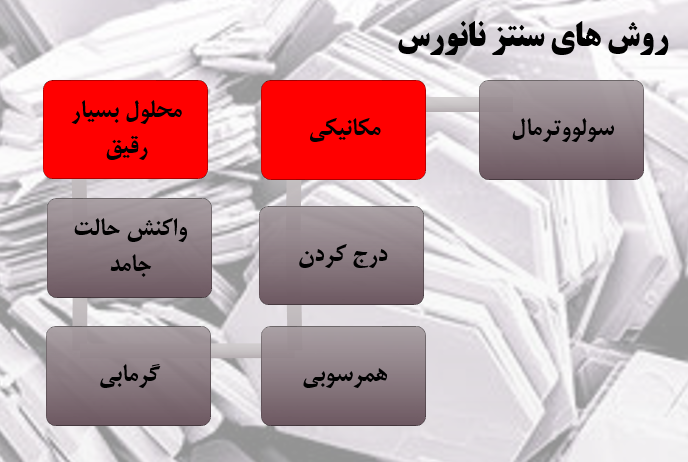
روش‌های سنتز نانورس

### سنتز از محلول‌های بسیار رقیق
این روش، توسط کایلر و همکاران توسعه یافته‌است و بعداً توسط هاردر (۱۹۷۲، ۱۹۷۸) مورد استفاده قرار می گیرد، بر اساس دو فرض است: (۱) که کانی رس از محلول‌های رقیق در فرایندهای طبیعی (هوازدگی) تشکیل می شوند و (۲) که کانی رس میتواند با سیلیس شدن Mg (OH)2 (بروسیت) یا Al (OH)3 (گیبسیت) مانند ورق‌ها رشد کنند. محلول نمکی مورد استفاده بسیار رقیق است (mg/L 30-10) و غلظت SiO2 کمتر از mg/L 100 است تا از پلیمریزاسیون مونومرهای سیلیسی جلوگیری شود. از آنجایی که این روش اندازه های بسیار کوچکی از کانی رس را دارد که توصیف آن ها دشوار است، دیگر مورد استفاده قرار نمی گیرد.

### سنتز از روشهیدروترمال
عملیات هیدروترمال میتواند جوانه زنی و رشد کریستالی مواد معدنی رس را تحریک کند. پارامترهای کنترل کنندهٔ مهم دما (T)، مدت زمان درمان (t) و شیمی محلول، به ویژه pH است.

### روش مکانیکی
در حال حاضر، چندین روش فرایند پیچیده، مانند آسیاب مکانیکی، طبقه‌بندی، هم زدن، درج دادن و عملیات های دیگر برای دستیابی به کائولینیت با کیفیت بالا استفاده شده‌است. با این حال، مصرف انرژی بالا، بازده کم، هزینه بالا و ناخالصی‌های جزئی باعث می شود که تولید کائولینیت بسیار ریز حتی برای محصولات اعلاء غیر عملی باشد. در صنعت، جداسازی ذرات کائولینیت به صفحات کوچک نازک، که به آن «لایه لایه شدن» نیز گفته می شود، با سنگ زنی مکانیکی سنتی یا هم زدن انجام می شود. این باعث شکستن در امتداد صفحات (۰۰۱)، شکستگی صفحات کوچک، تخریب ساختار کریستالی کائولینیت و در نتیجه افزایش مساحت سطح مخصوص می شود. بیشتر مقالات گزارش می‌دهند که آسیاب‌های کوتاه مدت پولک‌های کائولینیت باعث شکستگی در امتداد صفحات پایه به همراه افزایش سطح مخصوص می شوند. با این حال، سنگ زنی طولانی مدت منجر به تشکیل آگلومره ها با لایه‌های سطح آمورف و کاهش مساحت سطح مخصوص می شود. به همین ترتیب، فراست و همکاران لایه لایه کردن کائولینیت را مورد بررسی قرار دادند و مشاهده کردند که سطح مخصوص در طول ۲ ساعت اول افزایش می یابد، اما پس از ۱۰ ساعت آسیاب، آگلومره شدن باعث کاهش مساحت سطح مخصوص می شود. نتیجه مشابهی بدست آمد. چندین تیم نویسنده اثرات مکانیکی شیمیایی سنگ زنی کائولینیت را بر روی ساختار و رفتار حرارتی آن آن را بررسی کرده اند. می توان نتیجه گرفت که ذرات، <μm1/0، آماده‌سازی با سنگ زنی مکانیکی سنتی یا همزدن مشکل است. علاوه بر این، سنگ زنی طولانی مدت منجر به تخریب بدنه آمورف ساختار کریستالی کائولینیت و تخریب عملکرد خدمات میشود؛ بنابراین، بر اساس چگونگی نگه داشتن کامل ساختار کریستالی کائولینیت، علاقه به تهیه نانوذرات افزایش یافته‌است.

### روش سولووترمال
تکنیک سولووترمال یک فرایند شیمیایی مرطوب است که به‌طور گسترده ای برای سنتز نانومواد معدنی در دماهای اغلب زیر °C 200 مورد استفاده قرار می گیرد. نانوذرات با استفاده از روش سولووترمال در شرایط متفاوت با موفقیت سنتز شده اند. این روش می تواند در مقیاس صنعتی استفاده شود زیرا به شرایط ویژه ای مانند سورفکتانت‌های ویژه، زمان طولانی و کنترل فشار احتیاج ندارد.